# Birgit Schütz
Birgit Schütz   (Brandenburg an der Havel, 8 d'octubre de 1958) és una ex-remadora alemanya que va competir sota bandera de la República Democràtica Alemanya durant la dècada de 1970.
El 1980 va prendre part en els Jocs Olímpics de Moscou, on guanyà la medalla d'or en la competició del vuit amb timoner del programa de rem. En el seu palmarès també destaca una medalla de plata al Campionat del món de rem.